# Richard Whittington

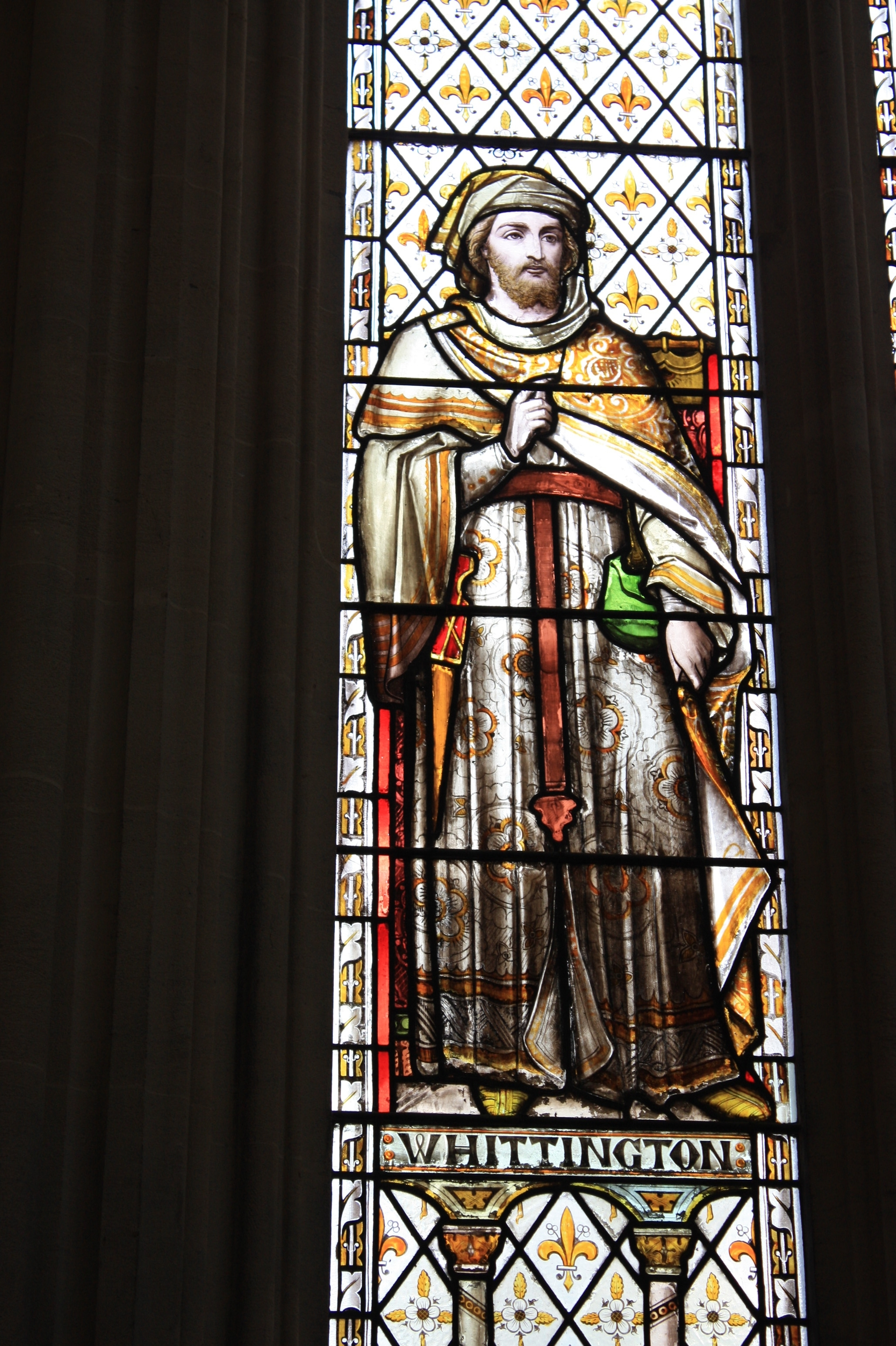
Richard Whittington, Abbildung in gefärbtem Glas in der Guildhall in London

Richard Dick Whittington (* um 1354; † März 1423) war ein englischer Kaufmann und Politiker des Spätmittelalters. Er war dreimal Lord Mayor of London, Unterhausabgeordneter und Sheriff von London. Zu seinen Lebzeiten finanzierte er eine Reihe von öffentlichen Projekten, wie z. B. Entwässerungssysteme in armen Gegenden des mittelalterlichen Londons und eine Krankenstation für unverheiratete Mütter. Er vermachte sein Vermögen zur Gründung der Charity of Sir Richard Whittington, die auch fast 600 Jahre später noch Menschen in Not unterstützt.
Er war die reale Inspiration für das englische Volksmärchen Dick Whittington and His Cat.

## Leben und Wirken
Er wurde wahrscheinlich in den frühen 1350er Jahren als dritter Sohn des Unterhausabgeordneten Sir William Whittington († 1358), Gutsherr von Pauntley in Gloucestershire, und seiner Frau Joan Maunsell, einer Tochter des Unterhausabgeordneten William Maunsell (oder Mansel), Sheriff von Gloucestershire, im Jahr 1313, geboren. Seine älteren Brüder William Whittington und Robert Whittington († 1423/24) waren ebenfalls Unterhausabgeordnete.
Der Name seiner Familie, de Whittington, bezieht sich wahrscheinlich auf das Gut Whittington in Gloucestershire und nicht auf das bekanntere Whittington in Shropshire, dessen Herren die Familie FitzWarin waren, in die Richard Whittington später zufällig einheiratete.
Da er als jüngerer Sohn nach dem System der Primogenitur nicht damit rechnen konnte, den väterlichen Grundbesitz zu erben, wurde er in die City of London geschickt, um den Beruf des Kurzwarenhändlers zu erlernen. Er wurde ein erfolgreicher Kaufmann und handelte mit wertvollen Importen wie Seide und Samt, beides Luxusstoffe, die er ab etwa 1388 zum großen Teil an Könige und Adelige verkaufte. Es gibt indirekte Belege darauf, dass er auch ein bedeutender Exporteur von begehrten englischen Wollstoffen wie Walkstoffen nach Europa war. Von 1392 bis 1394 verkaufte er Waren an König Richard II. im Wert von 3.500 Pfund (was heute mehr als 1,5 Millionen Pfund entspricht). 1388 begann er auch mit der Geldleihe, die er äußeren Zeichen des Reichtums wie dem Kauf von Immobilien vorzog. Bis 1397 lieh er auch dem König große Geldsummen.
Von 1384 bis 1386 war Whittington als Commoner für den Stadtteil Coleman Street Ward Ratsherr der City of London. Im Jahr 1392 gehörte er zur Delegation der Stadt beim König in Nottingham, wo der König die Ländereien der City of London wegen angeblicher Misswirtschaft beschlagnahmte. Von 1393 bis 1397 war er Alderman für den Stadtteil Broad Street Ward und von 1398 bis 1423 für den Stadtteil Lime Street Ward. Im März 1393 wurde er für die Amtszeit von einem Jahr Sheriff von London und Middlesex. Zwei Tage nach dem Tod von Adam Bamme im Juni 1397 wurde Whittington vom König als sein Nachfolger als Lord Mayor of London eingesetzt. Innerhalb weniger Tage handelte Whittington mit dem König ein Geschäft aus, bei dem die Stadt ihre Freiheiten für 10.000 Pfund (heute fast 4 Millionen Pfund) zurückkaufte. Am 13. Oktober 1397 wurde er auch für die folgende einjährige Amtszeit zum Lord Mayor gewählt. Er war Mitglied der Worshipful Company of Mercers und amtierte in den Amtsjahren 1395/96, 1401/02 und 1408/09 als Warden dieser Gesellschaft.
Die Absetzung von König Richard II. im Jahr 1399 beeinflusste Whittingtons Stellung nicht, und man nimmt an, dass er den Staatsstreich von Bolingbroke, dem späteren König Heinrich IV., den Whittington seit langem mit Waren versorgt hatte, lediglich duldete. Außerdem lieh er dem neuen König erhebliche Geldbeträge. Er wurde 1406 und 1419 erneut zum Lord Mayor of London gewählt. Von 1405 bis 1423 war er Mayor of the Staple von Westminster und von 1406 bis 1413 Mayor of the Staple von Calais, wo er jeweils die Kaufleute der Stadt vertrat. Im Oktober 1416 nahm er als Abgeordneter für die City of London an den Sitzungen des Unterhauses des Englischen Parlaments teil. Er war auch einflussreich bei König Heinrich V., dem Sohn und Nachfolger Heinrichs IV., dem er große Geldbeträge lieh und für den er in mehreren königlichen Kommissionen als Oyer und Terminer tätig war. So beauftragte Heinrich V. ihn beispielsweise mit der Überwachung der Ausgaben für die Fertigstellung der Westminster Abbey. Obwohl er selbst Geldverleiher war, genoss er genügend Vertrauen und Ansehen, um 1421 als Richter in Wucherprozessen zu fungieren. Whittington war auch zeitweise mit der Vereinnahmung von Einfuhrzöllen auf Wolle beauftragt. Ein langer Streit mit der Worshipful Company of Brewers über Standardpreise und Maßeinheiten für Bier wurde von Whittington gewonnen. Um 1420 schlug König Heinrich V. ihn zum Knight Bachelor.
.
Whittington starb im März 1423 und wurde in der Kirche St. Michael Paternoster Royal beigesetzt, für die er zu Lebzeiten große Summen gespendet hatte. Das Grab ist heute verschollen, und die mumifizierte Katze, die 1949 bei der Suche nach ihrem Standort im Kirchturm gefunden wurde, stammt wahrscheinlich aus der Zeit der Wren-Restaurierung.

## Ehe und Familie
1402 heiratete er im Alter von 48 Jahren Alice FitzWaryn († 1411), die Ehe blieb jedoch kinderlos. Sie war eine der beiden Töchter und Miterbinnen des Unterhausabgeordneten Sir Ivo FitzWaryn (1347–1414), Gutsherr von Caundle Haddon in Dorset und von Wantage in Berkshire (heute Oxfordshire), der wahrscheinlich ein Enkel des 3. Baron FitzWarin war.

## Wohltätigkeit
Zu Lebzeiten spendete Whittington einen Großteil seines Gewinns an die Stadt und hinterließ testamentarisch weitere Zuwendungen. Er finanzierte den Wiederaufbau der Guildhall, eine Station für unverheiratete Mütter im St. Thomas’ Hospital, Entwässerungssysteme für die Gebiete um Billingsgate und Cripplegate, den Wiederaufbau seiner Pfarrkirche, St Michael Paternoster Royal, eine öffentliche Toilette mit 128 Sitzplätzen namens Whittington's Longhouse in der Pfarrei St. Martin Vintry, die bei Flut von der Themse gereinigt wurde und den größten Teil der Greyfriars-Bibliothek.
Er stellte auch Unterkünfte für seine Lehrlinge in seinem eigenen Haus zur Verfügung. Er erließ ein Gesetz, das das Waschen von Tierhäuten durch Lehrlinge in der Themse bei kaltem, nassem Wetter verbot, da viele junge Männer durch Unterkühlung oder Ertrinken in den starken Flussströmungen gestorben waren.

## Vermächtnisse
Nachdem er kinderlos gestorben war, hinterließ Whittington in seinem Testament 7000 Pfund für wohltätige Zwecke, eine für die damalige Zeit große Summe, die heute etwa 3 Millionen Pfund entspricht. Ein Teil davon wurde verwendet für
- den Wiederaufbau des Newgate-Gefängnisses und des Newgate sowie die Unterbringung des Sheriffs und des Gerichtsschreibers, die der Vorläufer des Old Bailey ist
- den Bau der ersten Bibliothek in Guildhall (dem Vorläufer der modernen Guildhall Library)
- Instandsetzung des St. Bartholomew’s Hospital
- die Einrichtung seines „Colleges“, d. h. eines Armenhauses und Krankenhauses, das ursprünglich in St. Michael’s untergebracht war
- die Installation einiger der ersten öffentlichen Trinkbrunnen

Die Armenhäuser wurden 1966 nach Felbridge bei East Grinstead verlegt. Heute leben dort sechzig ältere Frauen und einige Ehepaare. Die Whittington Charity vergibt außerdem jedes Jahr über die Mercers’ Company Geld an Bedürftige. Das Whittington-Krankenhaus befindet sich heute in Archway im Londoner Stadtbezirk Islington, und eine kleine Katzenstatue am Highgate Hill erinnert an die legendäre Katze.

## Bühnenfigur Dick Whittington
Die in Whittingtons Testament hinterlassenen Geschenke machten ihn bekannt und er wurde zu einer Figur in einer englischen Geschichte, die im Februar 1604 als Theaterstück The History of Richard Whittington, of his lowe byrth, his great fortune für die Bühne adaptiert wurde und im 19. Jahrhundert als Pantomime namens Dick Whittington and His Cat berühmt wurde, allerdings nur noch schwach auf der historischen Persönlichkeit basierte. Es gibt mehrere Versionen der traditionellen Geschichte, die erzählt, wie Dick, ein Junge aus einer armen Familie aus Gloucestershire, nach London aufbricht, um sein Glück zu machen, begleitet von seiner möglicherweise erst später erworbenen Katze. Zunächst hat er wenig Erfolg und ist versucht, nach Hause zurückzukehren. Auf dem Weg aus der Stadt, als er vom heutigen Archway aus den Highgate Hill hinaufsteigt, hört er jedoch die Bow Bells of London läuten und glaubt, dass sie ihm eine Botschaft übermitteln. Heute befindet sich auf dem Highgate Hill ein großes Krankenhaus, das nach dieser angeblichen Episode Whittington Hospital genannt wird.